# Cruz Grande, Chiapas
Cruz Grande är en ort i Mexiko.   Den ligger i kommunen Siltepec och delstaten Chiapas, i den sydöstra delen av landet, 800 km sydost om huvudstaden Mexico City. Cruz Grande ligger 1 777 meter över havet och antalet invånare är 226.
Terrängen runt Cruz Grande är kuperad västerut, men österut är den bergig. Terrängen runt Cruz Grande sluttar norrut. Runt Cruz Grande är det ganska tätbefolkat, med 83 invånare per kvadratkilometer. Närmaste större samhälle är El Porvenir de Velasco Suárez, 16,3 km sydost om Cruz Grande. I omgivningarna runt Cruz Grande växer i huvudsak städsegrön lövskog.